# Voyageurs du monde
Voyageurs du Monde est un voyagiste et un groupe français, spécialiste du voyage sur mesure individuel et du voyage d'aventure. Créé en 1979 par Claude Saulière, sous le nom Carrefour des Voyages, Voyageurs du Monde est aujourd'hui un groupe, membre de l'association Agir pour un tourisme responsable (ATR). La société est cotée en Bourse de Paris Euronext Paris - Euronext Growth Paris - code ALVDM.

## Concept
Le groupe Voyageurs du monde s'est spécialisé dans deux métiers : d'un côté le « voyage individuel sur mesure » représentant 60 % de l'activité du groupe, et représenté par les marques Voyageurs du Monde et Comptoir des Voyages, et de l'autre, le « voyage d'aventure », (voyages en petits groupes, orientés vers la randonnée et accompagnés d'un guide) représentant 40 % de l'activité, et principalement représenté par les marques Terres d'Aventure, Nomade Aventure et Allibert Trekking.

## Histoire
Deux amis, Jean-François Rial et Alain Capestan, qui travaillent dans le milieu de la finance dans la société Fininfo, achètent en 1992 un petit voyagiste, Déserts, créé en 1987 par Jean Didier Grumbach et Hervé Saliou, alors en difficultés financières,,. L'année suivante, ils acquièrent un autre petit voyagiste, Comptoir d'Islande. Ils poursuivent leur investissement en créant une marque de voyagiste, Comptoir des Voyages.
En 1996, ils font l'acquisition de Voyageurs du monde, considéré comme une marque « ethno-chic ». Le voyagiste est une société fondée en 1979 par Claude Saulière, Jean Tisne et Jean-Marc Rivière, initialement sous le nom de Carrefour des Voyages, spécialisée dans les vols secs. L'agence, qui porte le nom de Cité des Voyageurs est un « espace luxueux de 1 800 m2 consacré à l'univers du voyage (librairie, conférences...) », ouvert en 1994 à Paris, au 55 rue Sainte Anne. Les enseignes Voyageurs qui étaient jusqu’alors réparties dans la rue par destination y sont regroupées dans un même lieu.
Jean-François Rial et Alain Capestan sont rejoints progressivement par de nouveaux associés, et amis, Lionel Habasque, Frédéric Moulin et Loic Minvielle, deux anciens de la compagnie Fininfo. En 1998, la première enseigne est ouverte en dehors de la capitale, à Lyon.
Jean-François Rial achète en 2000 un vieux bateau à vapeur au Caire, le Steam Ship Sudan, construit en 1885. Le navire est restauré pour un investissement de « 10 millions de dollars » et remis en service. Il est le vaisseau amiral des maisons Voyageurs du Monde.
En 2001, le groupe acquiert Terres d'Aventure, puis quatre ans plus tard Nomade Aventure.
En 2011, ouverture de la Satyagraha à Johannesbourg[source secondaire souhaitée], une maison d’hôtes associée à un musée consacré à Gandhi.
En 2015, le groupe Voyageurs du Monde quitte avec ses marques l'Association professionnelle de solidarité du tourisme (APST) pour les services du groupe Atradius.
En 2017, le groupe accélère son développement international en faisant l'acquisition du voyagiste Original Travel, spécialiste anglais du voyage sur mesure. Toujours en 2017, le groupe acquiert KE Adventure Travel, spécialiste anglais du voyage d'aventure. L'année suivante, le groupe acquiert Mickledore, pour renforcer ses positions sur le marché anglais[source secondaire souhaitée].
Fin octobre 2020, la direction du groupe annonce que le chiffre d'affaires pour l'année peut être estimé à 119 millions d'euros, soit une baisse de 75 % par rapport à l'année précédente en raison du Covid-19. Dans ce contexte difficile, Voyageurs du Monde a pris des mesures pour réduire ses charges, après avoir souscris à un prêt garanti par l'État de 30 millions d'euros.
En mai 2023, une attaque du groupe de hackers LockBit met à la disposition des cybercriminels 10 000 passeports de clients de l'entreprise.
En mars 2025, Voyageurs du Monde ouvre une agence à Zurich, la premiere sur un marché non francophone.

## Principaux actionnaires
Au 31 décembre 2020:
| Avantage       | 69,3% |
| Amiral Gestion | 4,3%  |
| Public         | 25.5% |
| Autres         | 0.9%  |

## Organisation et chiffres

### Voyagiste
Voyageurs du Monde est considéré comme « l'un des cinq leaders du voyagisme français » depuis les années 2010.

### Groupe
Le groupe Voyageurs du Monde regroupe plusieurs marques spécialisées dans le voyage sur mesure et le voyage aventure, dont Terres d’Aventure, un spécialiste des séjours en randonnée. Il compte près de 1300 personnes représentant de plus de 40 nationalités et employées dans des sociétés implantées à travers plus de 15 pays. 
Les principales marques du groupe (dates d'acquisition) sont :
- Déserts, voyagiste spécialisé dans les déserts (1992)
  - achat et fusion avec la société Hommes et Montagnes en 2010, à la suite d'une mise en liquidation[14],[15]
- Comptoir des Voyages
- Voyageurs du Monde (1996[6])
- Terres d'Aventure (2001[6])
- Nomade aventure (2005[6])
- Grand Nord Grand Large (2007)
- Mer et Voyages (2010[15])
- Chamina Voyages (2011)
- UnikTour (2011)
- Allibert Trekking (2012[16])
- La Pèlerine (2014)
- Loire Valley Travel, voyagiste spécialisé dans la randonnée à vélo dans le Val de Loire (2015[17])
- Original Travel (2017)[18]
- KE Adventure Travel (2017)[19]
- Mickledore (2018)[20]

## Fondation « Insolite Bâtisseur Philippe Roméro»
La société crée une fondation appelée Insolites Bâtisseurs Philippe Roméro, en 2009. 